# Dème d'Érymanthe
Pour les articles homonymes, voir Érymanthe.
Le dème d'Érymanthe (grec moderne : Δήμος Ερυμάνθου, Dhímos Erymanthou) est un dème (municipalité) de la périphérie de Grèce-Occidentale, dans le district régional d'Achaïe, en Grèce. 
Il a été créé en 2010 dans le cadre du programme Kallikratis par la fusion des anciens dèmes de Tritée et Farrés, et des communautés de Kaléndzi et Leóndio, devenus des districts municipaux. Il tient son nom du mont Érymanthe.
Son siège est la localité de Chalandrítsa.

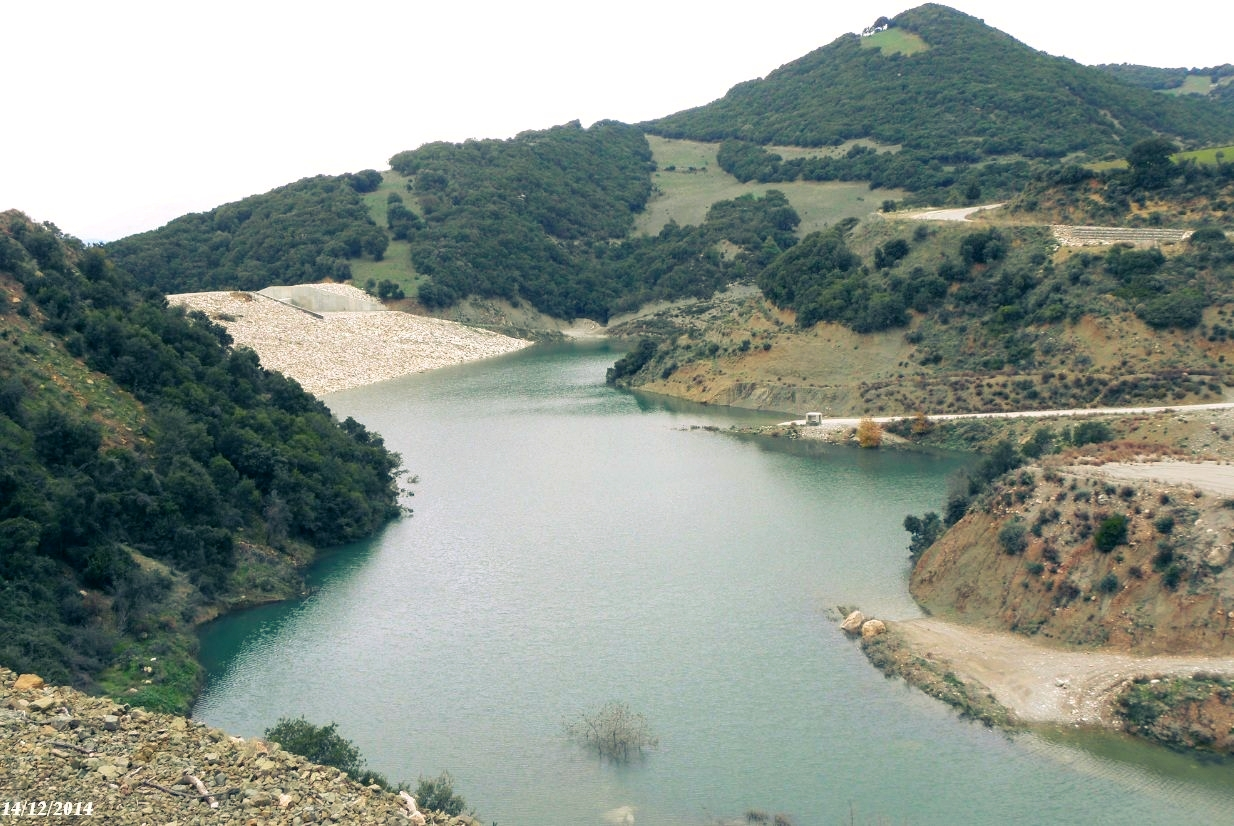
Vue du réservoir Ntaska à proximité des villages d'Erymantheia et Velimachi, région de Tritaia, Achaïe, Grèce